# Johannes Voggenhuber
Johannes Voggenhuber (ur. 5 czerwca 1950 w Salzburgu) – austriacki polityk, samorządowiec, od 1995 do 2009 poseł do Parlamentu Europejskiego.

## Życiorys
Pracował w branży ubezpieczeniowej. Od 1982 do 1987 zasiadał w radzie miejskiej Salzburga. W latach 1988–1992 pełnił funkcję federalnego rzecznika partii Zielonych, był jednym z założycieli tego ugrupowania. Od 1990 do 1996 wchodził w skład Rady Narodowej, niższej izby austriackiego parlamentu.
Po akcesie Austrii do Wspólnoty Europejskiej z dniem 1 stycznia 1995 z ramienia Zielonych objął mandat posła do Parlamentu Europejskiego. Ubiegał się o reelekcję w wyborach powszechnych w 1996, 1999 i 2004. Był członkiem grupy zielonych i regionalistów, pracował m.in. w Komisji Spraw Konstytucyjnych (w latach 1999–2002 i 2004–2009 jako jej wiceprzewodniczący).